# Pável Konoválov (atleta)
Pável Konoválov (Unión Soviética, 13 de noviembre de 1960) es un atleta soviético retirado especializado en la prueba de 4x400 m, en la que ha conseguido ser medallista de bronce europeo en 1982.

## Carrera deportiva
En el Campeonato Europeo de Atletismo de 1982 ganó la medalla de bronce en los relevos de 4x400 metros, con un tiempo de 3:00.80 segundos, llegando a meta tras Alemania del Oeste y Reino Unido (plata).